# Royaume de Gaza
Ne doit pas être confondu avec Gazankulu.
Pour les articles homonymes, voir Gaza (homonymie).
1824–1895
Le royaume de Gaza (1824–1895) est un État africain institué par le général Soshangane ; il se situait dans le sud de l'actuel Mozambique et dans le sud-est de l'actuel Zimbabwe. À son apogée, en 1860, il s'étendait sur toute la région comprise entre le Zambèze et le Limpopo.
Il disparaît à la fin du xixe siècle lors de la colonisation portugaise du Mozambique.

## Histoire

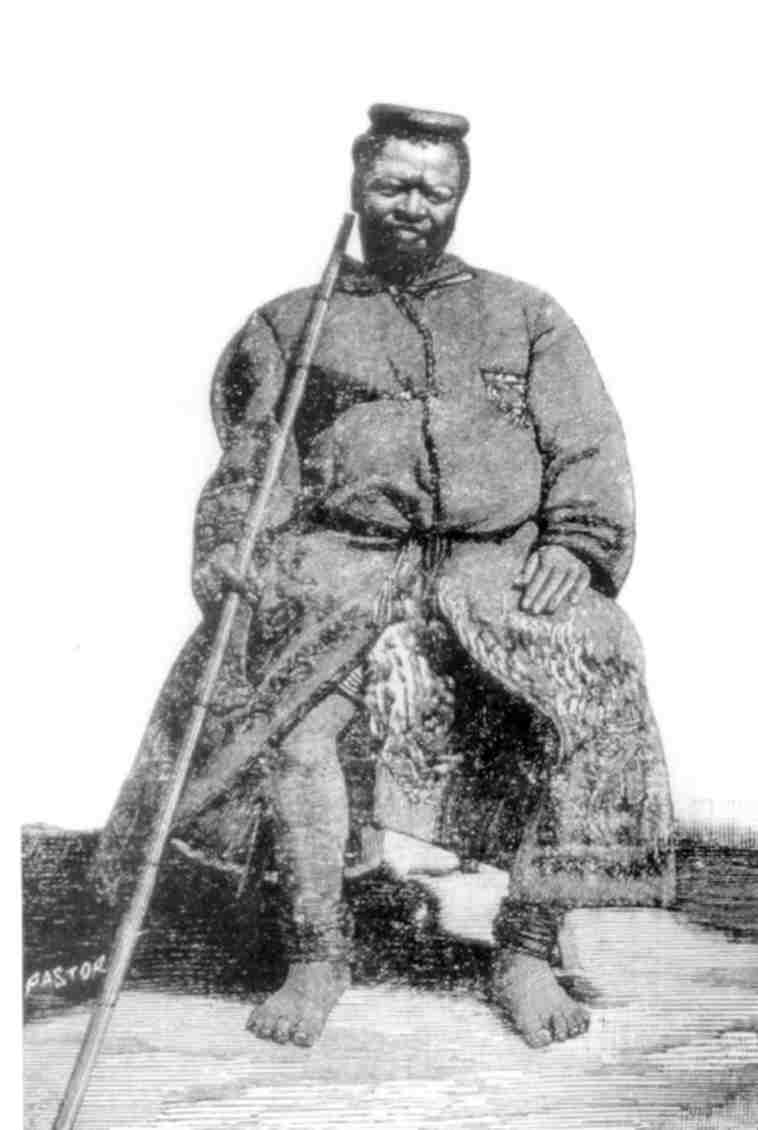
Gungunhana, le dernier roi dynastique de Gaza.

Le royaume est créé dans le contexte du Mfecane, période d'affrontements armés et de déplacements de population en Afrique australe au long du xixe siècle, sur fond d'une sévère sécheresse qui sévit entre 1817 et 1836.
Dans les années 1820, les Zoulous, dirigés par Chaka, entament un mouvement de conquêtes et d'expansion. Les troupes zouloues, nombreuses et bien armées, conquièrent un certain nombre de peuples voisins de leur territoire d'origine et en obligent d'autres à fuir. La défaite des Ndwandwe, battus par les Zoulous, à la bataille de la Mhlatuze, en 1820, amène ainsi deux chefs nwdandwe-nguni, Zwangendaba (en), dirigeant des Jere, et Nxaba, dirigeant des Msene, à conduire leurs groupes dans le sud du Mozambique, non loin de la baie de Delagoa, où Soshangane les avait précédés et était en train d’établir son royaume. En 1826, d'autres groupes nguni, composés de Nwdandwe en déroute, rejoignent Soshangane. En 1828, juste avant son assassinat, Chaka envoie une armée zouloue, qui aurait dû être commandée par Dingane et Mhlangana, pour une « expédition punitive » sans efficacité,,,, l'armée zouloue étant affaiblie par la faim et la maladie. Au terme d’une lutte à trois pour la suprématie, Soshangane prend successivement l’avantage sur Zwangendaba et sur Nxaba, les forçant à quitter la région. Zwangendaba est vaincu à l'issue d'affrontements en 1831, et il est repoussé au nord du Zambèze tandis que l'éphémère royaume de Nxaba, rongé par des dissensions internes, s'effondre en 1837 sous les attaques de Soshangane. 
Ce dernier s'installe, au-delà du Limpopo, dans le sud du Mozambique, chassant les Portugais de leurs implantations, notamment Inhambane, et il consolide l’organisation de son royaume, qu'il nomme Gaza d'après le nom de son grand-père. Cette consolidation s'effectue aux dépens des autochtones Tsonga, Ndau (en), Shona et Chopi, conquis et soumis dès 1821. Soshangane leur fait adopter les coutumes Nguni et ils sont sommés d'apprendre la langue zoulou. À la différence du royaume zoulou et des autres royaumes nguni, les peuples soumis ne sont pas intégrés. Les Nguni d'origine, ba-Nguni, forment une classe dirigeante tandis que les citoyens incorporés sont appelés ba-Tshangane. Les jeunes gens des peuples conquis sont intégrés à l'armée en tant que Mabulandlela (« éclaireurs »). Le royaume, militariste et belliqueux, adopte en effet l'organisation et les tactiques militaires de Chaka, le roi zoulou,. Cependant, les régiments sont ethniquement distincts, quoique tous commandés par des officiers nguni, et les troupes envoyées en première ligne sont celles des assujettis, jugées, semble-t-il, plus facilement sacrifiables.

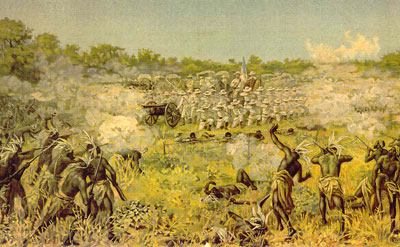
La bataille de Coolela, gravure de la fin du XIXe siècle.

Après la mort de Soshangane vers 1858 ou 1859, ses fils, Mawewe et Mzila, se livrent une bataille acharnée pour sa succession. Mawewe, fils d'une mère Swazi, s'empare du trône, avec l'aide de Mswati, roi du Swaziland. Mzila, fils d'une mère Tsonga, fuit au sud, dans les montagnes du Soutpansberg, dans ce qui est à l'époque la république du Transvaal, cherchant des alliances pour chasser son frère et assumer le pouvoir. Il y a des affrontements entre les deux frères et leurs alliés et, en novembre 1861, Mzila est vainqueur, grâce à la défection des régiments de Mawewe. Ce dernier se réfugie à la cour du roi du Swaziland et, au début de 1862, une armée swazi attaque les troupes de Mzila qui, battu, fuit à son tour. En août 1862, aidé des Portugais, il contre-attaque ; les Swazi se retirent et Mzila occupe le trône. La région connaît des raids swazi durant l'année 1863, mais, après la mort de Mswati, en 1865, les Swazi abandonnent l'idée d'aider à réinstaller Mawewe sur le trône.
Gungunhana, petit-fils de Soshangane et fils de Mzila, prend la suite de son père décédé en 1884, après avoir physiquement éliminé son frère Mafumane ; il déplace la capitale à Manjacaze. En 1884-1885, les puissances européennes divisent l'Afrique en « sphères d'influence » lors de la conférence de Berlin. Dans ce « partage de l'Afrique », les terres qui correspondent à l'actuel Mozambique reviennent aux Portugais, qui attaquent le royaume de Gaza afin d'affermir leur « occupation effective ». Gungunhana résiste farouchement mais il est finalement vaincu ; le royaume disparaît en 1895 après la bataille de Coolela, gagnée par les Portugais qui assurent ainsi leur hégémonie sur tout le Mozambique. Gungunhana est exilé aux Açores, où il meurt en 1906.

## Territoire
À son apogée territorial, dans les années 1850 et 1860, le royaume de Gaza couvre la totalité de l'actuel Mozambique au sud du Zambèze ainsi qu'une grande partie de l'est du Zimbabwe et la frange nord du Transvaal.

## Économie
À l'origine, les Nguni vivent organisés en chefferies patrilinéaires réparties sur le territoire, pratiquant la culture itinérante de céréales, telle que celle du millet, et l'élevage, notamment des bovins. La puissance économique du royaume repose sur le commerce entre l'intérieur des terres et les établissements côtiers portugais. Le royaume est impliqué dans la traite esclavagiste entre 1830 et 1897.
Les guerres, notamment celles liées à la succession de Soshangane, dévastent le pays. Les chefferies du sud, déjà razziées par Soshangane au moment de l'affermissement de son pouvoir, sont pillées à l'occasion des affrontements armés et le sud du pays, entre la baie de Delagoa et le Swaziland, est victime d'une épidémie de variole. À la fin du xixe siècle, il en résulte une région désertifiée, en proie à la famine, où il est possible de « voyager quatre jours durant sans rencontrer âme qui vive ». C'est ainsi que naissent des mouvements de populations, qui durent jusqu'à nos jours, de populations qui migrent vers ce qui est aujourd'hui l'Afrique du Sud, à l'époque pour proposer leur force de travail à la place de celle des esclaves à la suite de l'abolition de l'esclavage.

## De nos jours
Le territoire du Gaza et la population concernée sont, de nos jours, partagés entre trois pays, l'Afrique du Sud, le Mozambique et le Zimbabwe. Les populations Tsonga tombées sous la férule de Soshangane, les ba-Tshangane, sont appelées de nos jours Shangana ou Shangaan et se présentent, et sont présentées comme un groupe ethnique,,,,. Au début du xxie siècle, en Afrique du Sud, il existe des revendications de descendants allégués de Soshangane concernant une demande de reconnaissance officielle de leur royauté traditionnelle,.